# 타넨베르크 작전

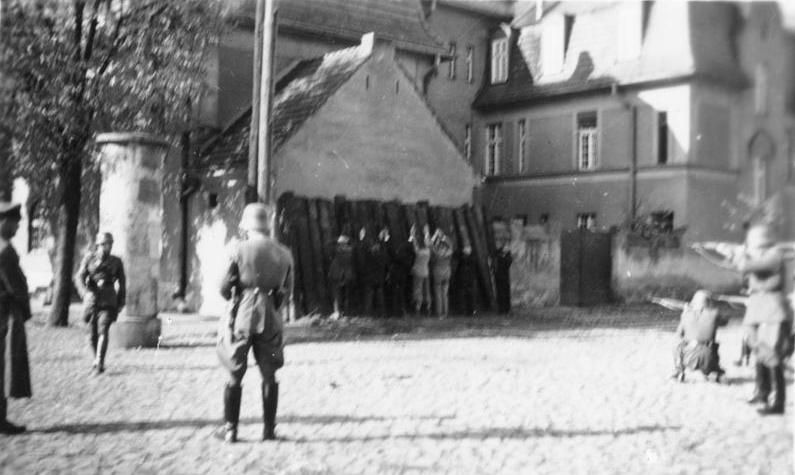
1939년 10월 20일, 폴란드 서부에서 폴란드인들을 학살하는 독일군.

타넨베르크 작전(독일어: Unternehmen Tannenberg)은 나치 독일이 제2차 세계 대전 초기에 폴란드 제2공화국을 점령했을 당시 폴란드 민족을 말살하기 위해 벌인 대량 처형 행동이다. 이는 동유럽의 독일 식민화 계획인 동방총괄계획의 일환이었다. 게슈타포는 1939년 전쟁이 시작되기 2년 전부터 이미 죽일 사람들의 살생부(폴란드 특별기소대상 목록)를 작성해두고 있었다.
이 살생부는 일급기밀 문서로서 61,000 여명 이상의 폴란드 사회지도층(정치활동가, 인텔리겐치아, 학자, 배우, 전직 공무원 등)의 이름이 올라가 있었다. 이때 폴란드의 소수민족이었던 독일계 폴란드인들이 살생부 작성에 협조했다. 여러 형태를 막론하고 타넨베르크 작전에 연루된 조직에 소속되었던 독일계 폴란드인의 수는 20,000 명 이하로 추산된다.
타넨베르크 작전은 제1단계인 살생부 작성과 제2단계인 지식인행동으로 이루어져 있으며, 라인하르트 하이드리히가 총지휘했다. 타넨베르크 작전은 적어도 1940년 1월까지 지속되었으며, 포메라니아 한 곳에서만 1939년 말까지 어린이를 포함한 폴란드인 36,000–42,000 명이 살해되었다.

## 같이 보기
- 폴란드 특별기소대상 목록
- 지식인행동
- 동방총괄계획
- 카틴 학살